# Leach Motor Vehicle Company
Leach Motor Vehicle Company war ein US-amerikanischer Hersteller von Automobilen.

## Unternehmensgeschichte
John M. Leach hatte Fahrräder hergestellt. 1899 gründete er das Unternehmen in Everett in Massachusetts. Er begann mit der Produktion von Automobilen. Der Markenname lautete Leach. Im Januar 1901 endete die Produktion, als das Unternehmen aufgelöst wurde.
Es gab keine Verbindung zur Leach Motor Car Company, die ab 1920 den gleichen Markennamen verwendete.

## Fahrzeuge
Im Angebot standen Dampfwagen. Ein Dampfmotor mit zwei Zylindern und 6 PS Leistung trieb über eine Kette die Hinterachse an. Gelenkt wurde mit einem Lenkhebel. Zur Wahl standen offene Aufbauten mit zwei und vier Sitzen.